# Vireó d'Osburn
El vireó d'Osburn (Vireo osburni) és un ocell de la família dels vireònids (Vireonidae).

## Hàbitat i distribució
Habita vegetació baixa als boscos dels turons i muntanyes de Jamaica.